# NGC 3238
NGC 3238 est une galaxie lenticulaire située dans la constellation de la Grande Ourse. NGC 3238 a été découverte par l'astronome germano-britannique William Herschel en 1793.

## Caractéristiques
Sa vitesse par rapport au fond diffus cosmologique est de 7 476 ± 11 km/s, ce qui correspond à une distance de Hubble de 110,3 ± 7,7 Mpc (∼360 millions d'al).
À ce jour, deux mesures non basées sur le décalage vers le rouge (redshift) donnent une distance de 92,450 ± 10,677 Mpc (∼302 millions d'al), ce qui est à l'intérieur des valeurs de la distance de Hubble. Notons cependant que c'est avec la valeur moyenne des mesures indépendantes, lorsqu'elles existent, que la base de données NASA/IPAC calcule le diamètre d'une galaxie et qu'en conséquence le diamètre de NGC 3238 pourrait être d'environ 46,5 kpc (∼152 000 al) si on utilisait la distance de Hubble pour le calculer.